# Моко (певица)
Диана Надя Аду-Гуамфи (англ. Diane Nadia Adu-Gyamfi; род. в 1991), наиболее известная под псевдонимом Моко (англ. Moko) — британская соул-певица. Стала известна благодаря записи сингла Chase & Status «Count on Me». Выпустила два мини-альбомаBlack (2013) и Gold (2014), вышедших на лейблах MTA и Virgin EMI.

## ранняя жизнь и образование
Родилась и выросла в Нью-Кросс, в Лондоне. Её мать имеет ганское происхождение, а её бабушка — китайское. Начала свою певческую карьеру, участвуя в церковном хоре. Поступила в колледж «Голдсмитс» в возрасте 15 лет, а потом поступила в университет, где изучала английскую литературу. В свободное от учёбы время занималась музыкой.
Имеет хроместезию.

## Music career
Во время обучения в Голдсмитс, Моко начала записывать музыку со своими сокурсниками и вскоре образовала дуэт Impostors. Дебютировала синглами «Summon the Strength», выпущенном в феврале 2013 и «Hand on Heart», вышедшим в мае того же года. В том же месяце Моко выступила с Rocket Number Nine и Нене Черри на интернет-канале Boiler Room TV. Впоследствии выступила на BBC Introducing и на фестивале «Гластонбери».
Участвовала в записи альбома продюсерского дуэта Chase & Status Brand New Machine (вышел в октябре 2013), отметившись в двух треках: «Count on Me» и «Like That». Первый трек был выпущен в виде сингла в сентябре 2013 года и занял 5 место в UK Singles Chart. Моко подписала контракт с лейблом дуэта MTA Records (подлейбл Virgin EMI Records) и в октябре 2013 года выпустила свой дебютный мини-альбом Black (спродюсированный Impostors) и музыкальное видео «Freeze». В октябре и ноябре 2013 года выступает на разогреве Chase & Status во время их тура Brand New Machine.
В 2014 году вместе с MNEK записала сингл «Judgement Day».. В августе 2014 года Моко выпустила мини-альбом Gold, которому ранее предшествовал сингл «Your Love». Продюсирование релиза занимались Chase & Status, Kwes и Two Inch Punch. В начале 2015 года начала работать над своим дебютным полноформатным альбомом.

## Влияние
В качестве повлиявших на неё артистов 1990-х годов Моко называет Massive Attack, Шару Нельсон, Portishead, Sade, Soul II Soul, Кенди Стейтон и TLC. В детстве певица слушала афробит и Ганскую народную музыку, а также Fleetwood Mac и Арету Франклин. Свой стиль она называет как, «альтернативный электронный соул». Как исполнитель, Моко берёт вдохновение из азиатских мотивов, ритм-энд — блюза и западно-африканских танцев.
Журнал DIY назвал Моко «возрожденцем трип-хопа» и вместе с NME описал её как «Ответ Южного Лондона Massive Attack». The Independent описал Моко в 2014 году как, «Новая ведущая леди танцевальной музыки» и сравнил её карьеру с Эллой Эйр и Беки Хилл.

## Дискография

### Мини-альбомы
- Black (2013)
- Gold (2014)

### В качестве ведущего исполнителя
| Название                                        | Год  | Высшая позиция в чартах | Высшая позиция в чартах | Высшая позиция в чартах | Высшая позиция в чартах | Высшая позиция в чартах | Высшая позиция в чартах | Альбом            |
| Название                                        | Год  | UK                      | UK Dance                | BEL                     | DEN                     | IRE                     | SCO                     | Альбом            |
| ----------------------------------------------- | ---- | ----------------------- | ----------------------- | ----------------------- | ----------------------- | ----------------------- | ----------------------- | ----------------- |
| «Count on Me» (Chase and Status featuring Moko) | 2013 | 5                       | 1                       | 36                      | —                       | 49                      | 7                       | Brand New Machine |
| «Like That» (совместно с Chase and Status)      | 2013 | —                       | —                       | —                       | —                       | —                       | —                       | Brand New Machine |
| «Hurts» (совместно с Kove)                      | 2015 | —                       | —                       | —                       | —                       | —                       | —                       | TBA               |